# Обдуродоны
Обдуродоны (лат. Obdurodon) — род вымерших млекопитающих из семейства утконосовых (Ornithorhynchidae) отряда однопроходные (Monotremata), живших в позднем олигоцене — плиоцене (28,4—2,58 млн лет назад) на территории Австралии. От современных утконосов отличались тем, что у взрослых особей сохранялись коренные зубы.

## Этимология
Родовое название Obdurodon образовано от лат. obduro и др.-греч. ὀδούς и буквально означает «стойкий зуб».

## Виды
- Obdurodon dicksoni обитал на территории современного штата Квинсленд в среднем и позднем  миоцене. Был открыт в 1984 году Майклом Арчером, Ф. А. Дженкинсом и другими в Риверслее, на северо-западе Квинсленда. Длина его тела от головы до хвоста составляла 60 см. Питался Obdurodon dicksoni личинками насекомых, креветками и другими ракообразными и, возможно даже, небольшими позвоночными животными (лягушками и рыбой). Его череп был необычно плоским, почти как у крокодила, и вполне возможно, что он больше времени кормился на поверхности (возможно хватал насекомых на поверхности воды) и меньше времени кормился донными беспозвоночными, как современные утконосы. Хорошо развитые корни зубов свидетельствуют о более разнообразном рационе, чем у современных утконосов.
- Obdurodon insignis обитал в Южной Австралии с позднего олигоцена по плиоцен включительно. Был открыт в 1975 году Майклом О. Вудборном и Диком Х. Тедфордом в формации Этудунна в пустыне Тирари. Отличается пропорционально меньшим по размеру клювом.
- Obdurodon tharalkooschild обитал в пресных водоёмах Квинсленда 16—11 млн лет назад. Длина тела от головы до хвоста составляла более 91 см[3][4].

Иногда к роду относят:
- Monotrematum sudamericanum обитал в Патагонии в течение раннего палеоцена. Был открыт в 1992 году Росендо Паскуалем, Майклом Арчером и другими в Пунта-Пелигро[исп.], Аргентина. Является единственным известным утконосовым за пределами Австралии. Главным отличием, помимо континента и возраста, является то, что размер зубов примерно в два раза превышает размер зубов других утконосов.